# Der Staatsanwalt hat das Wort: Automarder
Automarder ist ein deutscher Fernsehfilm von Horst Zaeske aus dem Jahr 1968. Das kriminologische Fernsehspiel erschien als 9. Folge der Filmreihe Der Staatsanwalt hat das Wort.

## Handlung
Ein Wartburg, gesteuert vom 17-jährigen Jürgen Herfurth, rast zu nächtlicher Stunde über die regennasse Landstraße, mit im Wagen seine Freunde Udo und Detlef. Durch überhöhte Geschwindigkeit kommt es zu einem folgenschweren Unfall.
Wochen später werden die Vorgänge jener Nacht im Gerichtssaal rekonstruiert. Dabei veranschaulicht Staatsanwalt Przybylski sehr eindringlich die wesentlichen Grundgedanken des neuen Strafgesetzbuches der DDR. 

## Produktion
Automarder entstand Ende 1967/Anfang 1968  im Zuständigkeitsbereich des DDR-Fernsehfunks, Bereich Dramatische Kunst. 
Szenenbild: Heinz-Helmut Bruder; Dramaturgie: Käthe Riemann; Kommentare: Peter Przybylski.
Das Filmmaterial ist zum größten Teil verschollen.